# Lissonoschema solangeae
Lissonoschema solangeae är en skalbaggsart som beskrevs av Monné M. L. och Monné M. A. 2000. Lissonoschema solangeae ingår i släktet Lissonoschema och familjen långhorningar. Inga underarter finns listade i Catalogue of Life.